# Jakov Milatović
Jakov Milatović (črnogorsko Јаков Милатовић), črnogorski politik in ekonomist, * 7. december 1986, Podgorica
Na predsedniških volitvah leta 2023 je postal predsednik Črne gore, potem ko je premagal Mila Đukanovića. Med 4. decembrom 2020 in 28. aprilom 2022 je bil minister za gospodarstvo in gospodarski razvoj v vladi Zdravka Krivokapića. Milatović je tudi namestnik predsednika gibanja Evropa zdaj.

## Življenje
Milatović se je rodil 7. decembra 1986 v Titogradu (danes Podgorica), v SR Črni gori v SFR Jugoslaviji, kjer je končal osnovno in srednjo šolo Gimnazija Slobodan Škerović. Njegov ded in praded sta se v drugi svetovni vojni borila kot jugoslovanska partizana. Na Ekonomski fakulteti Univerze Črne gore je zaključil dodiplomski študij ekonomije. Eno semester je kot štipendist preživel na državni univerzi Illinois; kot štipendist avstrijske vlade en semester na dunajski univerzi za ekonomijo in poslovanje (WU Wien) in kot štipendist EU en semester na Univerzi Sapienza v Rimu (La Sapienza).
Milatović je iz ekonomije magistriral na Univerzi v Oxfordu. Bil je štipendist britanske vlade in štipendist nemške fundacije Konrada Adenauerja. Milatović tekoče govori angleško, govori pa italijansko in špansko.
Milatović je poročen z Mileno Milatović in ima tri otroke. Je srbski pravoslavni kristjan in je bil krščen v samostanu Ostrog. Po narodnosti se opredeljuje za Črnogorca.

## Ekonomska kariera
Milatović je delal v NLB Group Podgorica in Deutsche Bank v Frankfurtu. Leta 2014 se je pridružil ekipi za ekonomske in politične analize Evropske banke za obnovo in razvoj. Leta 2019 je napredoval v glavnega ekonomista za države članice EU, vključno z Romunijo, Bolgarijo, Hrvaško in Slovenijo, in je bil zaposlen v pisarni banke v Bukarešti.
Objavil je vrsto člankov in bil soavtor dveh knjig.

## Politična kariera
Od 4. decembra 2020 do 28. aprila 2022 je bil minister za gospodarstvo in gospodarski razvoj v Krivokapićevi vladi. Med njegovim mandatom sta Milatović in finančni minister Milojko Spajić predstavila kontroverzni program gospodarskih reform »Evropa zdaj«. Leta 2022 sta Milatović in Spajić ustanovila politično stranko Evropa zdaj, ki je leta 2022 sodelovala na črnogorskih lokalnih volitvah. Milatović je kot županski kandidat vodil volilno listo v Podgorici.

### Predsednik Črne gore
Marca 2023 je Milatović kot kandidat Evrope zdaj kandidiral na predsedniških volitvah v Črni gori leta 2023. Za predsednika je bil izvoljen 2. aprila 2023 po prepričljivi zmagi v drugem volilnem krogu proti dotedanjemu predsedniku Milu Đukanoviću. Na prvem uradnem obisku v Sloveniji se je mudil 6. in 7. novembra 2023.
Milatović je na referendumu o neodvisnosti leta 2006 glasoval za neodvisnost Črne gore. Podpira vstop Črne gore v Evropsko unijo. Zavzema se za tesnejše odnose med Črno goro in Srbijo. Njegova politična stališča so bila označena kot sredinska.